# 東湖 (佛羅里達州皮尼拉斯縣)
東湖（英語：East Lake）是位於美國佛羅里達州皮尼拉斯縣的一個人口普查指定地區。

## 地理
東湖的座標為28°06′00″N 82°41′50″W / 28.10000°N 82.69722°W，而該地最高點為海拔高度4米（即13英尺）。

## 人口
根據2010年美國人口普查的數據，東湖的面積為81.80平方千米，當中陸地面積為74.80平方千米，而水域面積為7.00平方千米。當地共有人口30962人，而人口密度為每平方千米378人。